# Turistický štítek

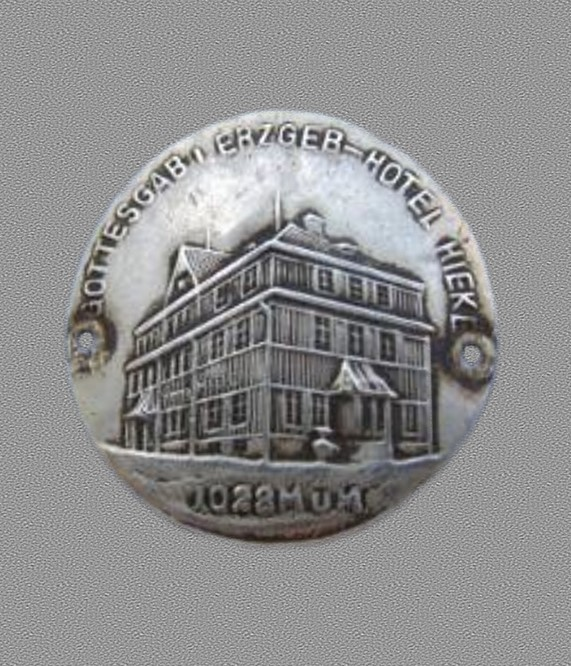
Turistický štítek hotel Hieke (dnes hotel Praha) v Božím Daru

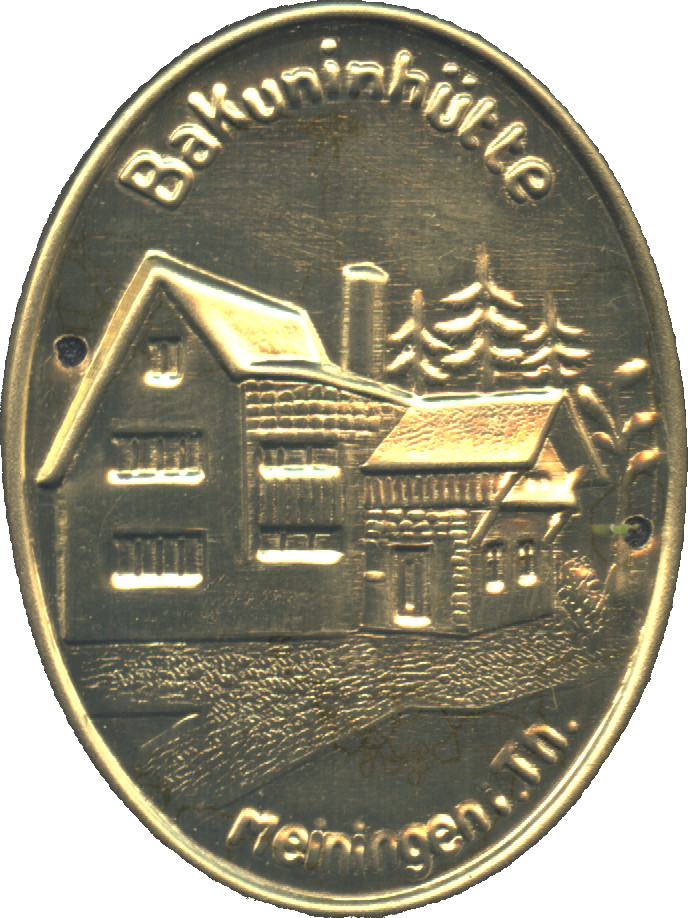
Turistický štítek alpské chaty Bakuninhütte v Meiningen v Duryňsku

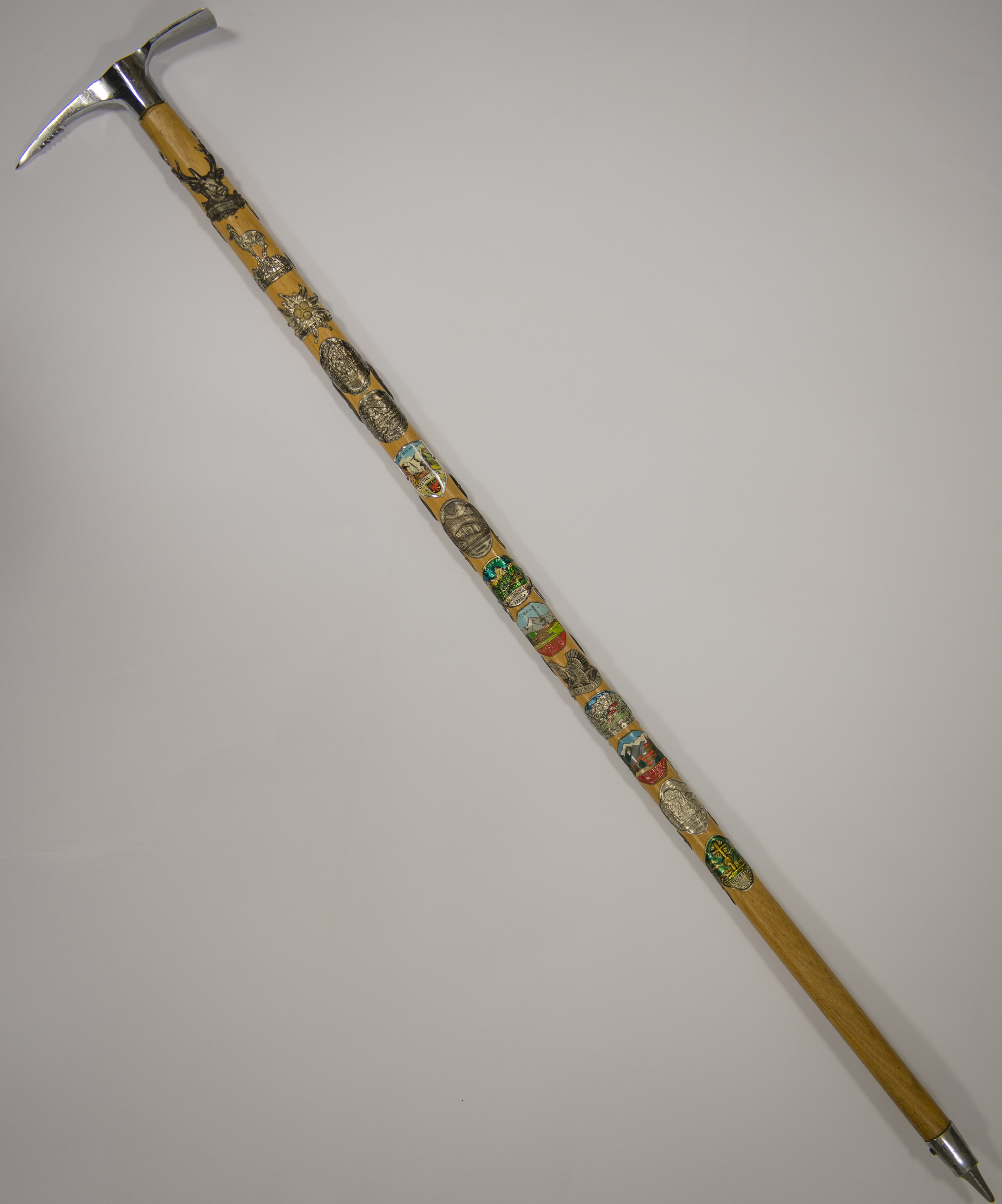
Turistická hůl se štítky

Turistický štítek na hůl byl populární typ turistického suvernýru zejména koncem 19. a v první polovině 20. století. Kovové štítky navštívených míst si turisté připevňovali na své turistické hole. Počátek měly zřejmě v alpských zemích a byly záležitostí především středoevropskou. Do českých zemí štítky přišly přes pohraniční hory z Německa. Původně měly zcela jednoduchý motiv a tvar, ale v průběhu doby se tvary stávaly rozmanitějšími.
Čeští turisté se nadchli pro sbírání štítků natolik, že brzy své kolegy z různých horských spolků překonali co do množství tvarů, počtů mutací a výtvarného provedení. V druhé polovině třicátých let se na mnohých štítcích objevuje československá vlaječka či znak. Naproti tomu byly i v nacistickém Německu samozřejmostí české štítky. Naprostou samozřejmostí byly dvoj- a trojjazyčné nápisy a jazykové mutace.
S příchodem války nastal samozřejmě útlum turistiky. S odtržením Slovenska se změnila loga Klubu turistů z KČST na KČT. Na Slovensku se objevil slovenský kříž. S postupující válkou začala nouze o barevné kovy, štítky se razily z různých náhražek. Zajímavé jsou štítky se svastikou a nápisy Sudetengau.
Po konci války došlo k velkému oživení turistiky, skautingu, trampingu a vůbec k cestám do přírody a za poznáním. Sice zmizely německé varianty štítků a dvojjazyčné varianty, ale větší škody se udály v mnohých turisticky zajímavých místech. Zvědavost sice přitáhla český živel do dříve čistě německých oblastí, ale divoký odsun a drancování zničily mnohé. V letech 1945 a 1946 lehlo popelem značné množství chat, hotýlků a útulen, rozhleden, výletišť a malých lázní. Objevilo se pár nových štítků jedinečných díky světové válce, ale vše už takříkajíc jelo z kopce. Tak jak se politická situace měnila, měnila se i loga a symboly na štítcích. Některé štítky prošly zajímavým vývojem.
A po uchopení moci komunisty už vše nabralo rychlý spád. Bylo zakázáno rozhlížet se po kraji a tak chátraly a zavíraly se rozhledny. Pustly zámečky jako sídla šlechty a buržoasie. Byly likvidovány chaty a hostince v pohraničí, mizely celé vesnice a malá městečka. Výtvarná stránka těch několika málo štítků, které bylo možné koupit, šla prudce dolů. Dříve bývaly štítky malá umělecká díla, postupem doby však upadaly na pouhý kus plechu, podobajícímu se kusu plechu z konzervy.
Původní štítky byly zpravidla kovové s lisovaným nebarveným reliéfem. Moderními hliníkovými štítky s barevným provedením se snaží na tradici štítků na hole navázat výrobce Chlumovi se Semil (a těmto štítkům se věnuje několik sběratelů), umělecká dílna Stamp z Rýmařova vyrábí tradiční oválné ražené reliéfní kovové štítky, na řadě míst jsou k mání další ražené, lité i potištěné či pomalované od různých výrobců.